# Filosofía social
La filosofía social es la rama de la filosofía que se ocupa de estudiar el comportamiento social humano.
Comparte con la sociología su objeto material, la sociedad, pero, mientras que la sociología estudia cómo son las relaciones entre las diversas comunidades, la filosofía social apunta a saber cómo deben ser esas relaciones para que realmente se formalicen como una perfección para el ser humano. Así mismo, comparte con la ciencia política la racionalidad jurídica en la sociedad para que todo ello sea eficaz en la práctica.
La esencia misma de la filosofía social la constituye el concepto de relación, en cuanto la sociedad no es sino un conjunto de relaciones libremente constituidas entre los hombres desde su remota antigüedad. Por tanto, la filosofía social se centra en el estudio del hombre en cuanto ser libre y relacionable, pues su esencial sociabilidad no puede sino proceder de la creatividad consustancial a su naturaleza. Sólo desde su libertad se entiende la sociedad como una determinación de su propia voluntad, y por ello es responsabilidad colectiva del grupo que la constituye.
Desde la antigüedad se entiende por filosofía el amor a la sabiduría, y podemos interrogarnos sobre el concepto de esa expresión inmaterial.
Según Franck Fischbach retomando a Axel Honneth, la filosofía social nació en Francia bajo el impulso de Jean-Jacques Rousseau, Claude Henri de Rouvroy de Saint-Simon y Auguste Comte. Fue retomada por los jóvenes hegelianos, desapareció en Francia y proliferó en Alemania, dividiéndose en varias escuelas: la principal es la teoría crítica de la sociedad fundada y representada por la Escuela de Frankfurt (Max Horkheimer, Theodor Adorno, Herbert Marcuse), pero existen otras corrientes de filosofía social, representadas por el neokantismo en Alemania (Rudolf Stammler, Karl Vorländer, Ludwig Stein, Paul Natorp) o por el pragmatismo en Estados Unidos (en particular Charlotte Perkins Gilman y John Dewey).
Uno de los investigadores actuales más destacados en filosofía social es Axel Honneth. La filosofía social está menos representada en Francia y el término filosofía social se utiliza menos allí que en otras tradiciones nacionales, debido a la relación conflictiva que ha prevalecido en ese país entre la filosofía y la sociología. Sin embargo, un cierto número de obras de autores francófonos pertenecen a la filosofía social: es el caso de L'institution imaginaire de la société de Cornelius Castoriadis, Critique de la raison dialectique de Sartre, Aventures de la dialectique de Maurice Merleau-Ponty o Histoire de la folie de Michel Foucault.

## Historia de los términos y temas
El término "filosofía social" no se utilizó explícitamente en el mundo  hasta finales del siglo XIX, cuando las humanidades y las ciencias sociales se establecieron como ciencias individuales independientes frente a la filosofía y en contraste con las ciencias naturales.
La primera evidencia del uso del término "filosofía social" en Alemania proviene de Moses Hess, que lo utilizó en 1843 en el 21 Bogen aus der Schweiz para describir la filosofía de los socialistas franceses. Sin embargo, el término no se puso de moda al principio y no fue adoptado ni siquiera por Marx y Engels.
En 1894, el término filosofía social apareció entonces en un significado sistemático, contemporáneamente en Georg Simmel y Rudolf Stammler. Desde entonces, el término ha encontrado un uso más amplio en el mundo de habla alemana.
Simmel y Stammler entienden la filosofía social como una disciplina tanto descriptiva como normativa: los hechos sociales han de ser abordados de manera que se modifiquen en función de objetivos normativos.
En Ferdinand Tönnies, la filosofía social es otro nombre para la sociología teórica. Está comprometida con el ideal de objetividad e investigación científica sin valores. La filosofía social debe abstenerse del compromiso práctico. Su tarea no es investigar el valor o el significado, sino el ser de la sociedad.
Desde la década de 1920, este enfoque libre de juicios de valor de los temas de la filosofía social ha sido sustituido cada vez más por la cuestión del significado de lo social. Una estación importante en este sentido es la gran filosofía social sistemática de Gerhard Lehmann, Lehrbuch der Soziologie und Sozialphilosophie (1931), en el que se le otorga un papel mediador entre la filosofía teórica y la práctica, la ciencia social sin valores y la ética filosófica.
Ese mismo año, Max Horkheimer en su famoso discurso inaugural
como director del recién fundado Instituto de Investigación Social de Fráncfort, la unidad de la filosofía y la sociología. Aquí Horkheimer desarrolla el programa de una filosofía social como "teoría social crítica", en la que la filosofía social ya no es sólo una disciplina filosófica parcial, sino que se convierte en filosofía general.
Wilhelm Sauer publica en 1936 su Filosofía del Derecho y del Estado, en la que desarrolla una filosofía social orientada al tomismo. Después de la Segunda Guerra Mundial, aumentaron las críticas a la filosofía social, especialmente por parte de los sociólogos de orientación positivista. René König separa la filosofía social, que considera "particularmente primitiva" y caracterizada por una "inusual pobreza", de la ciencia.
Ernst Topitsch considera que los principios de la filosofía social son fórmulas vacías.
Contra la crítica positivista de la filosofía social, Theodor W. Adorno declara que el término filosofía social "coincide en gran medida con la teoría social crítica" 
Racionalismo crítico|Racionalismo crítico]], especialmente en la versión de Hans Albert, defiende una filosofía social guiada por la idea de la crítica. Debe tener básicamente un carácter hipotético, formular propuestas para la solución de los problemas sociales y desarrollar aún más la libertad, el progreso y el pluralismo político en la sociedad.
Jürgen Habermas contrasta el concepto de filosofía social con el de teoría de la sociedad. Sólo así se integran las preocupaciones de la sociología, la filosofía social y la filosofía de la historia.
Hans Lenk aboga por la cooperación entre las ciencias sociales y la filosofía social. La filosofía social, sostiene, tiene la tarea de mediar entre las esferas normativa y empírica.
En opinión de Bernhard Waldenfels, la filosofía social -similar a la filosofía del lenguaje que la precedió- ha ascendido hasta convertirse en una disciplina metodológica de primer orden de la filosofía contemporánea.

## Teoría  de la filosofía social según la Escuela de Frankfort

### Fundamento crítico de las ciencias sociales

#### Base intelectual
La Escuela de Fráncfort reunió a marxistas no dogmáticos, críticos del capitalismo críticos del valor, que asumían que la ortodoxia marxista de los partidos comunistas a menudo sólo repetía una selección limitada de las ideas de Karl Marx e ignoraba las implicaciones filosóficas en particular. Con el trasfondo histórico del fracaso de las revoluciones del movimiento obrero tras la Primera Guerra Mundial y el ascenso del nacionalsocialismo en una nación civilizada, Horkheimer y Adorno empezaron a examinar las ideas de Marx para ver hasta qué punto eran adecuadas para el análisis de condiciones sociales que aún no habían existido en vida de Marx. Para ello se basaron en los resultados de otras disciplinas científicas contemporáneas. De particular importancia fueron aquí la sociología de Max Weber y el psicoanálisis de Sigmund Freud, actuando este último como mediador entre base y superestructura. 
El énfasis en el componente crítico de la teoría surgió de los esfuerzos por superar los límites del positivismo, el materialismo dialéctico y la fenomenología. La Escuela de Fráncfort se inspiró en la filosofía crítica de Kant y sus sucesores del Idealismo alemán. En particular Filosofía dialéctica de Hegel con su énfasis en la negación y la contradicción como propiedades inherentes de la realidad era significativo, especialmente desde la publicación de los Manuscritos económico-filosóficos de Marx y su Ideología alemana en la década de 1930, la continuidad de su pensamiento con Hegel se hizo evidente. En este punto, los frankfurtianos tomaron el relevo de Georg Lukács.

#### Crítica de la ideología
El Instituto realizó importantes contribuciones en áreas de investigación relacionadas con la posibilidad de acción racional por parte de los sujetos humanos, por ejemplo para recuperar el control sobre la sociedad y la historia mediante la acción racional. El primer foco de investigación fue la investigación de los fenómenos sociales que el marxismo clásico considera parte de la superestructura o ideología: personalidad, familia, estructuras de autoridad (la primera publicación del Instituto se tituló Estudios sobre la autoridad y la familia) y los campos de la estética y los medios de comunicación de masas. Los estudios examinaban con preocupación la posibilidad de que el capitalismo destruyera las condiciones previas de una conciencia crítica y revolucionaria.
Así, la crítica ideológica se centró en los mecanismos que sirven para mantener la dominación social. Se formuló una idea central de la teoría crítica: La ideología es uno de los fundamentos de las estructuras sociales.
Una extraordinaria influencia en las ciencias sociales (especialmente la estadounidense) con la publicación de La personalidad autoritaria. En ella utilizaron la sociológica y el psicoanalítico Empirismo|empírico]] empírico]] para caracterizar las fuerzas que llevan a individuos a unirse a fascista movimientos o partidos o a apoyarlos.

#### La dialéctica como método
El examen de la esencia del propio marxismo determinó el segundo enfoque del Instituto. El concepto de teoría crítica surgió en este contexto. El término transmite varias intenciones. En primer lugar, entra en tensión con una concepción tradicional de la teoría, que era en gran medida positivista o científico. En segundo lugar, el término permitió evitar la connotación políticamente cargada (de partido) de la etiqueta «marxismo». En tercer lugar, vinculaba la teoría crítica con la filosofía crítica de Immanuel Kant, ya que el término crítica significaba reflexión filosófica sobre los límites de las exigencias impuestas a un determinado tipo de conocimiento, y establecía un vínculo directo entre esta crítica y el énfasis en el moralismo. En un contexto intelectual definido por el positivismo dogmático y el cientificismo, por un lado, y el socialismo dogmático y cientificista, por otro, la teoría «crítica» significó, en última instancia, la orientación hacia un sujeto revolucionario en un momento en el que parecía estar en declive -o al menos la orientación hacia su posibilidad- de ser rehabilitado mediante un enfoque filosóficamente crítico. La teoría asumió el papel de gobernadora de la revolución, allí donde la esperanza de una acción revolucionaria por parte de la clase obrera parecía estar obstruida.
En el contexto tanto del Marxista-Leninista como de la Socialdemócrata que veían en el marxismo un nuevo tipo de ciencia positiva, los frankfurtianos se basaron en la epistemología implícita de Marx, que se veía a sí misma como una crítica, como queda claro en el subtítulo de El capital de Marx, Crítica de la economía política. Subrayaron que la preocupación de Marx era crear un nuevo tipo de análisis crítico orientado más hacia la unidad de la teoría y la práctica revolucionaria que hacia el concepto de un nuevo tipo de ciencia positiva.
En la década de 1960, Jürgen Habermas elevó el debate epistemológico a un nuevo nivel en su ensayo Cognición e interés. Identificó el conocimiento crítico como basado en principios que diferían de los de las ciencias naturales y la filología clásica por su orientación hacia la autorreflexión y la emancipación. Abandonó así el intento de la antigua Escuela de Frankfurt de asignar un lugar a estos momentos de la razón en absoluto.

### Teoría crítica de la civilización occidental

#### Dialéctica de la Ilustración y Minima Moralia
La segunda fase de la teoría crítica de la Escuela de Fráncfort cristaliza en dos obras que se convirtieron en clásicos del siglo XX: Dialéctica de la Ilustración] de Horkheimer y Adorno y Minima Moralia'] de Adorno. Ambas obras fueron escritas durante el exilio de los autores en Estados Unidos en la época del nacionalsocialismo. Aunque ambos se adhieren al marxista] marxista, en ambas obras se observa un cambio en el énfasis de la teoría crítica. La crítica de Marx al capitalismo se convirtió cada vez más en una crítica al puro control de la naturaleza y a sus autores filosóficos. Sin embargo, esta forma de pensamiento coincide con la relación de capital. En la Dialéctica de la Ilustración, la Odisea de Homero se convierte en el paradigma para analizar la conciencia burguesa. En estas obras, Horkheimer y Adorno ya tocaban temas que han dominado el pensamiento hasta nuestros días. Por ejemplo, consideraban el dominio de la naturaleza (y de todo lo «objetivo») como un rasgo esencial de las sociedades organizadas capitalistamente, mucho antes de que la ecología se convirtiera en una palabra de moda.
El análisis de la razón va un paso más allá. El concepto de razón en la civilización occidental es visto como una fusión de dominación con una razón técnica que pretende poner todas las fuerzas naturales internas y externas bajo el control del sujeto humano. En este proceso, sin embargo, el sujeto se anula a sí mismo, y ningún poder social (análogo al proletariado) es ya capaz de ayudar al sujeto a su emancipación. En consecuencia, el subtítulo de Minima Moralia es Reflexiones desde una vida dañada.
En palabras de Adorno: «Porque en la fase actual del movimiento histórico su abrumadora objetividad consiste únicamente en la disolución del sujeto, sin que de él haya surgido ya uno nuevo, la experiencia individual se apoya necesariamente en el sujeto antiguo, el sujeto históricamente condenado, que sigue siendo para sí, pero ya no en sí. Piensa que todavía está seguro de su autonomía, pero la nulidad que el campo de concentración demostró a los sujetos ya está superando la forma de la subjetividad misma"
En una época en la que parece que la propia realidad se ha convertido en ideología, la teoría crítica es adecuada para explorar las contradicciones dialécticas de la experiencia subjetiva individual, por un lado, y para preservar la verdad de la teoría, por otro. Sin embargo, incluso la dialéctica puede convertirse en un medio de dominación, ya que no obtiene su verdad de la propia teoría, sino de su tarea en el proceso histórico. Debe permanecer orientada hacia la felicidad omnipresente y la libertad. «La filosofía, tal como sólo puede justificarse ante la desesperación, sería el intento de ver todas las cosas tal como aparecen desde el punto de vista de la redención."<ref>Theodor W. Adorno: “”Gesammelte Schriften“”, Volumen 4: “”Minima Moralia. Reflexiones desde una vida dañada. Suhrkamp, Fráncfort del Meno 1980, p. 281 (Hasta el final).</ref

#### La filosofía de la nueva música
Adorno, él mismo sociólogo musical y compositor, escribió, además de innumerables textos musicales, La filosofía de la nueva música, en el que criticaba la belleza (como categoría filosófico-estética) en sí misma. Aquí expone las tesis de una teoría estética sobre Schönberg e Stravinsky.
La música radical reconoce el sufrimiento de las personas: «El registro sismográfico de los choques traumáticos, sin embargo, también se convierte en la ley formal técnica de la música. Prohíbe la continuidad y el desarrollo. El lenguaje musical se polariza según sus extremos: según los gestos de conmoción, las sacudidas del cuerpo por así decirlo, y la pausa vidriosa de los que están congelados por el miedo... Lo que una vez buscó refugio en la forma existe sin nombre en su duración. Las formas del arte registran la historia de la humanidad con más fidelidad que los documentos. No hay endurecimiento de la forma que no pueda leerse como negación de la vida dura».
«En ningún caso se expresa la esquizofrenia, sino que la música ejerce un comportamiento que se asemeja al del enfermo mental. El individuo representa su propia disociación. A partir de tal imitación se promete a sí mismo, mágicamente de nuevo, pero ahora en la actualidad inmediata, la oportunidad de sobrevivir a su propia caída... Del mismo modo que su preocupación es más bien dominar los rasgos esquizofrénicos a través de la conciencia estética, le gustaría reivindicar la locura como salud en general.»

## Filósofos sociales
Una lista de filósofos que se han preocupado, aunque la mayoría de ellos no exclusivamente, por la filosofía social:
- Theodor Adorno
- Hannah Arendt
- Jean Baudrillard
- Jeremy Bentham
- Mijaíl Bakunin
- Walter Benjamin
- Chanakya
- Cornelius Castoriadis
- Noam Chomsky
- Confucius
- Simone de Beauvoir
- Guy Debord
- Émile Durkheim
- Terry Eagleton
- Friedrich Engels
- Julius Evola
- Michel Foucault
- Sigmund Freud
- Erich Fromm
- Henry George
- Giovanni Gentile
- Erving Goffman
- Jürgen Habermas
- Georg Wilhelm Hegel
- Thomas Hobbes
- Axel Honneth
- Max Horkheimer
- Ivan Illich
- Carl Jung
- Ibn Khaldun
- Piotr Kropotkin
- Henri Lefebvre
- Emmanuel Levinas
- John Locke
- Georg Lukács
- Herbert Marcuse
- Everett Dean Martin
- Karl Marx
- Marshall McLuhan
- Terence McKenna
- John Stuart Mill
- Huey P. Newton
- Friedrich Nietzsche
- Antonie Pannekoek
- Platón
- Fred Poché
- Karl Raimund Popper
- Pierre-Joseph Proudhon
- Jean-Jacques Rousseau
- Hartmut Rosa
- Sheila Rowbotham
- Bertrand Russell
- Alfred Schmidt
- Sócrates
- Herbert Spencer
- Thiruvalluvar
- Max Weber
- Adolfo Sánchez Vázquez
- John Zerzan
- Slavoj Žižek